# Kasur
Kasur é uma cidade do Paquistão localizada na província de Punjab.